# Cime Purtscheller
La cime Purtscheller est un sommet italien situé dans la haute vallée du Gesso.

## Toponymie
Le nom de cette cime a été donné en l'honneur de l'alpiniste autrichien Ludwig Purtscheller, l'un des premiers explorateurs des sommets du massif du Mercantour-Argentera.

## Géographie
La cime Purtscheller se situe sur la ligne de crête d'orientation nord-sud qui relie la cime de l'Argentera en Italie, à la cime Guilié, sur la frontière avec la France. Cette ligne de crête sépare les communes italiennes de Valdieri à l'ouest, et d'Entracque, à l'est. D'un point de vue géologique, la cime Paganini est principalement constituée de gneiss.

## Accès
La cime Purtscheller est un passage obligé de l'ascension de l'arête sud de l'Argentera. L'itinéraire classique démarre du refuge Remondino, en Italie. Il rejoint ensuite le collet Freshfield, emprunte l'arête sud de l'Argentera, laquelle rejoint enfin la cime Purtscheller.

### Cartographie
- Carte no 112 au 1/25 000 de l'Istituto Geografico Centrale : « Valle Stura, Vinadio, Argentera »